# Relations entre le Soudan et l'Union européenne
Les relations entre le Soudan et l’Union européenne reposent principalement sur le soutien de l'Union à la stabilisation de la région. 

## Aide au développement
N'étant pas signataire de l'accord de Cotonou modifié, le Soudan n’a pas pu bénéficié des Fonds européen de développement. Cependant, des fonds spéciaux ont été débloqués par le Conseil de l’Union européenne mi-2010. Ceux-ci représentent pour la région soudanaise (le Soudan et le Soudan du Sud) une somme de 150 millions d'euros pour la période 2011-2013.

## Sources

## Compléments